# Costituzione dell'India

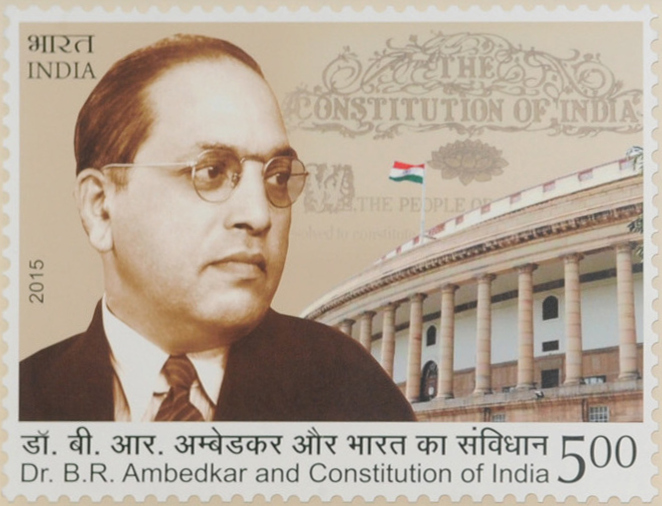

La Costituzione dell'India (in hindi भारतीय संविधान, in inglese Constitution of India) è la legge fondamentale del Paese, che stabilisce i principi politici fondamentali, la struttura, le procedure, i diritti e i doveri del governo e dei cittadini.
Si tratta della più lunga Costituzione scritta di un Paese indipendente del mondo, con 450 articoli in 25 parti, oltre a 12 norme aggiuntive, 2 appendici e 97 emendamenti, per un totale di 117369 parole nella versione in lingua inglese.

## Storia
La Costituzione fu adottata dall'Assemblea Costituente indiana il 26 novembre 1949 ed entrò in vigore il 26 gennaio 1950. La data del 26 gennaio fu scelta in ricordo della Dichiarazione d'Indipendenza adottata dal Congresso nazionale indiano nel 1930 e da allora coincide ogni anno con il Republic Day.